# Волноплодник Гроссгейма
Волноплодник Гроссгейма (лат. Cymatocarpus grossheimii) — вид однолетних травянистых растений семейства Капустные (Brassicaceae).
Вид назван в честь советского ботаника, академика А. Гроссгейма.
Растение с прямостоящим ветвистым стеблем. У основания густо опушено мягкими волосками, к вверху опушение сильно уменьшается, а у вершины опушения совершенно нет.
Листовые пластинки перисто-разделённые, покрыты беловатыми мягкими волосками.
Кисти лишены прицветников, на концах удлинённые и рыхлые. Цветоножки нитевидные около 15 мм длиной. Чашелистики от 1,5 до 2,4 мм длиной, палевые, опушены длинными и мягкими волосками беловатого цвета. Лепестки серно-жёлтого цвета, длиной 2,5—3,5 мм, обратно-овальной формы, с короткими ноготками. Медовые железы по бокам образуют замкнутое кольцо, у основания коротких тычинок, срединные железы, лежащие около длинных тычинок, образуют валики, сливающиеся с боковыми железами.
Плоды — стручки длиной около 2 см и около 1 мм шириной. Створки стручков немного выпуклые, с малозаметными жилками в количестве 3—5. Перегородка с краевой сеткой волокон и с большим количеством клеток эпидермиса.
Семян в каждом гнезде от 2 до 5 или 7. Семена оливкового окраса, с очень мелко бугорчатой поверхностью, продолговатой формы, около 2 мм длиной и около 0,6 мм шириной.
Эндемик Южного Закавказья. Встречается в окрестностях Нахичеванья, около города Джульфа.